# Phyllothemis
Phyllothemis is een geslacht van libellen (Odonata) uit de familie van de korenbouten (Libellulidae).

## Soorten
Phyllothemis omvat 2 soorten:
- Phyllothemis eltoni Fraser, 1935
- Phyllothemis raymondi Lieftinck, 1950